# Tesis gazi

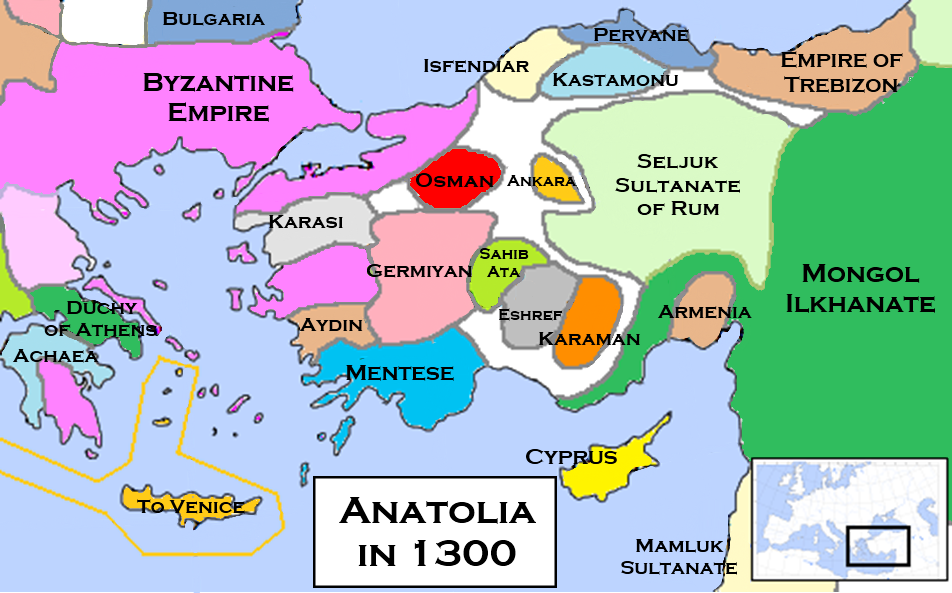
Mapa aproximado de Anatolia hacia el 1300, cuando hace su aparición el estado Otomano (rojo).

La tesis Ghazi o tesis de Ghaza (de turco otomano: غزا ,Gaza ,la "guerra santa", o simplemente "raid") es un paradigma histórico formulado por primera vez por Paul Wittek que se ha utilizado para interpretar la naturaleza del Imperio Otomano durante el período más temprano de su historia, el siglo XIV, y su historia posterior. La tesis aborda la cuestión de cómo los otomanos pudieron expandirse desde un pequeño principado en la frontera del Imperio Romano Oriental a un imperio intercontinental centralizado. Según la tesis de Ghaza, los otomanos lograron esto atrayendo reclutas para luchar por ellos en nombre de la guerra santa islámica contra los no creyentes. Tal tipo de guerrero era conocido en turco como un ghazi, y por lo tanto esta tesis ve al primer estado otomano como un "Estado Ghazi", definido por una ideología de guerra santa. La tesis de Ghaza dominó la historiografía otomana temprana durante gran parte del siglo XX antes de ser objeto de críticas cada vez mayores a partir de la década de 1980. Los historiadores ahora generalmente rechazan la Tesis de Ghaza y, en consecuencia, la idea de que la expansión otomana fue impulsada principalmente por la guerra santa, pero no están de acuerdo sobre qué hipótesis la  reemplaza.

## Formación de la tesis de Ghaza

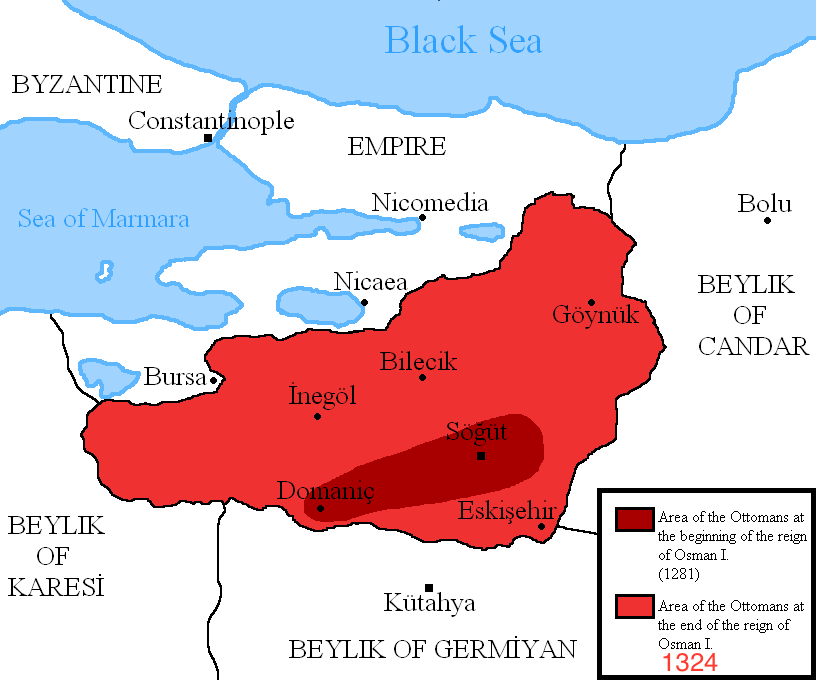
Mapa de las remanencias más occidentales del desaparecido Sultanato de Rum gobernado por Osmán I y con frontera con el decadente Imperio bizantino.

La tesis de Ghaza fue formulada por primera vez en la década de 1930 por el historiador turco Fuat Köprülü y el historiador austriaco Paul Wittek. En parte como respuesta a los historiadores orientalistas contemporáneos, que intentaron marginar el papel de los turcos en la formación del estado otomano, Köprülü formuló lo que se convertiría en la visión nacionalista turca de la historia otomana temprana. Según Köprülü, la política otomana fue formada por tribus turcas que huían del avance del Imperio mongol, construida sobre la mano de obra tribal turca y administrada por hombres del interior de Anatolia experimentados en la tradición política turco-musulmana del Sultanato de Rum.
Paul Wittek, respondiendo a las afirmaciones de Köprülü, aceptó la base turco-musulmana del temprano estado otomano, aceptando que surgió de la ya altamente desarrollada civilización de Seljuk Anatolia y fue moldeada fundamentalmente por las condiciones únicas de la frontera bizantina. Sin embargo, más que la etnia turca y las conexiones tribales, puso su énfasis principal en el papel del Islam. Para Wittek, los otomanos eran ante todo guerreros sagrados islámicos. Su principal evidencia de esto incluyó los títulos adoptados por los primeros gobernantes otomanos, incluida una inscripción erigida en Bursa en 1337 que describe a Orhan, el segundo gobernante otomano, como "ghazi, hijo de ghazi". Wittek también se basó en la obra del poeta otomano Ahmedi de principios del siglo XV, quien también describió a los primeros gobernantes otomanos como ghazis. Así, en esta formulación, la primera política otomana se basó en una "ideología de la Guerra Santa" y fue capaz de volverse poderosa atrayendo guerreros para que se unieran a la conquista de los cristianos de Anatolia y los Balcanes. Los primeros otomanos aprovecharon las energías religiosas y marciales de la frontera entre los estados bizantinos y selyúcidas en ruinas para conquistar un imperio. Fue la formulación de Wittek la que fue generalmente aceptada (aunque no unánimemente) entre los historiadores occidentales del Imperio Otomano durante gran parte del siglo XX.

## Revisionismo
El problema fundamental con el estudio de los otomanos del siglo XIV es la falta de documentación sobreviviente de ese período de tiempo. No se ha encontrado ni un solo documento escrito auténtico otomano desde la época de Osman I, el primer gobernante otomano. Por tanto, los historiadores se ven obligados a confiar en fuentes producidas mucho después de los acontecimientos que pretenden describir. Los estudios otomanos se han beneficiado así de las técnicas de la crítica literaria, lo que ha permitido a los historiadores analizar adecuadamente las obras literarias otomanas de períodos posteriores.
La tesis de Ghaza fue atacada por numerosos académicos a partir de la década de 1980. Los críticos llamaron la atención sobre el hecho de que los primeros otomanos actuaron de manera contraria a lo que cabría esperar de los celosos guerreros religiosos. No eran musulmanes estrictamente ortodoxos, sino que toleraban muchas creencias y prácticas heterodoxas y sincréticas. También reclutaron voluntariamente a bizantinos en sus filas y libraron guerras contra otros musulmanes. Así, en lugar de describir la realidad, los escritores otomanos posteriores que caracterizaron a sus antepasados como ghazis los "adornaron [los] con ideales más elevados", cuando en realidad sus motivaciones originales habían sido mucho más mundanas. Para los otomanos que escribieron en el siglo XV, presentar a los primeros gobernantes otomanos como ghazis sirvió a sus objetivos políticos. Al enfatizar la calidad mítica y legendaria de las historias presentadas por los escritores otomanos, el historiador Colin Imber ha llegado al extremo de declarar todo el período como un "agujero negro", cuya verdad nunca se podrá conocer realmente.

### Los otomanos como grupo tribal
Si bien muchos académicos criticaron la tesis de Ghaza, pocos buscaron una alternativa para reemplazarla. Rudi Paul Lindner fue el primero en intentarlo en su publicación de 1983 Nomads and Ottomans in Medieval Anatolia , en la que argumentó que las peculiaridades de la actividad otomana temprana podían explicarse mejor a través del tribalismo. Lindner vio el tribalismo a través de la lente de la antropología , que ve a las tribus como organizaciones basadas no en linajes compartidos, sino en intereses políticos compartidos. Las primeras incursiones otomanas contra los bizantinos no fueron motivadas por el celo religioso, sino por la necesidad de la tribu nómada de participar en la depredación contra la sociedad establecida. Los otomanos pudieron incorporar a los bizantinos y luchar contra los musulmanes porque su organización era fundamentalmente tribal, lo que les permitió asimilar a individuos y grupos de diversos orígenes. Citando varios ejemplos de su heterodoxia, Lindner incluso sugirió que los primeros otomanos pudieron haber sido más paganos que musulmanes. En opinión de Lindner, esta inclusión tribal comenzó a desmoronarse durante el reinado del hijo de Osman, Orhan (r. 1323 / 4-1362), cuando los otomanos comenzaron a pasar de ser pastores nómadas a una sociedad agrícola establecida. Posteriormente, Orhan atrajo a eruditos islámicos a su reino, quienes trajeron consigo ideas sobre ghaza, y fue de ellos que adoptó el ghaza.ideología a tiempo para que aparezca en su inscripción de 1337 en Bursa.

### Ghaza como uno de muchos factores
En su libro de 1995 Between Two Worlds: The Construction of the Ottoman State, el académico turco Cemal Kafadar abordó la crítica de la tesis de Ghaza argumentando que los académicos anteriores habían establecido una distinción demasiado grande entre el Islam "ortodoxo" y el "heterodoxo": uno podría considerarse a sí mismo un musulmán legítimo sin ajustarse exactamente a una ortodoxia académica. Además, Kafadar argumentó que la idea misma de ghaza de los primeros otomanos puede haber diferido de la del Islam "ortodoxo". Citando leyendas contemporáneas de Anatolia, señaló que la misma figura podría retratarse como un ghazi mientras seguía cooperando con los cristianos. En opinión de Kafadar, ghazafue una ideología real que dio forma a los guerreros fronterizos como clase social, no simplemente una importación de los eruditos musulmanes. Sin embargo, los términos ghaza y ghazi tenían una variedad de significados diferentes que cambiaron con el tiempo, a veces refiriéndose a guerreros con motivaciones religiosas y otras no. Sin embargo, estuvo siempre presente y sirvió simplemente como una de las muchas fuerzas motivadoras detrás de la expansión otomana.

### Ghaza como término no religioso
Siguiendo a Kafadar, la siguiente gran reformulación de la teoría de los orígenes otomanos fue llevada a cabo por Heath Lowry en 2003. Lowry atacó las fuentes de Wittek, argumentando que la obra literaria de Ahmedi no se puede interpretar como historia fáctica, sino más bien como una idealización ficticia pasado. Según Lowry, los términos ghaza y ghazi cuando se usaban en el contexto otomano de los siglos XIV y XV tenían significados completamente no religiosos, ya que ghaza era intercambiable con el término akın, simplemente refiriéndose a una incursión militar. Muchas akıncıs(los asaltantes) también eran cristianos y, por lo tanto, estarían muy fuera de lugar en un ejército dedicado a la guerra santa islámica. Por tanto, los guerreros otomanos estaban motivados por el deseo de ganar el saqueo y los esclavos, no por luchar en nombre del Islam. Sólo algunos escritores, educados en la tradición islámica, intentaron establecer una conexión entre la ghaza secular de los guerreros fronterizos y la ghaza religiosa tal como la entienden los intelectuales musulmanes.

## Nuevo consenso
Si bien difieren en muchos detalles, estas nuevas perspectivas sobre la historia otomana temprana comparten la creencia de que la expansión otomana temprana no fue impulsada principalmente por una ideología de la guerra santa islámica. Los historiadores ahora generalmente consideran que ghaza ha sido "una empresa mucho más fluida, a veces refiriéndose a acciones que no eran más que incursiones, a veces significando una guerra santa deliberada, pero la mayoría de las veces combinando una mezcla de estos elementos". Este punto de vista también aparece en el estudio académico de 2005 de Caroline Finkel sobre la historia otomana, El sueño de Osman.